# 페트라 랄
페트라 랄은 진격의 거인의 등장 인물이다.

## 개요
Petra Ral (ペトラ・ラル)
진격의 거인의 등장인물. 성우는 아이카와 나츠키, 북미판 성우는 케이틀린 글래스.
리바이 아커만 병장 휘하의 조사병단 특별작전반 소속의 유일한 여성 병사. 신장 158cm, 체중 55kg. 생일 12월 6일. 토벌 10구 토벌보좌 48구. 첫 등장은 트로스트 구가 공격당하기 직전 벽외 조사 당시로, 증원군을 데리고 나타나서 부상당해 죽어가는 병사를 돌보았다. 리바이반 결성 이전부터 리바이를 보좌한 것으로 보이며, 이후 에렌이 조사병단에 입단하고 나서 리바이반에 소속된다.

## 작중 행적
리바이 반에서 가장 비중이 높은 인물이며 특히 에렌 예거와 가장 접점이 많다. 신뢰와 조직력의 중요성을 잘 인식하고 있는 겸손한 성격이다. 조사병단 본부에서 집결했을 때 에렌과 대화하다가 리바이 병장의 조사병단 이전 시절에 대해 전해들은 이야기를 하는 대목이 있다. 그 외에도 여성형 거인과 대치할 때 작전에 거스르고 거인화를 망설이던 에렌에게 조사병단과 동료를 믿고 작전을 따르라고 설득한다.
이후 여성형 거인이 다시 출몰해 교전에 들어갔을 때 망설임을 못 떨치던 에렌을 다그쳐서 보내고 올루오, 엘드와 함께 셋이서 여성형 거인과 전투를 벌인다. 이때는 작전 목표를 무시하고 여성형 거인을 죽일 작정으로 덤볐으며, 말 한 마디 나누지 않고 완벽한 연계 플레이를 펼쳐서 올루오와 함께 여성형 거인의 안구를 베어 일시 실명시켜 버린다. 그리고 여성형 거인이 거대나무를 등지고 목덜미를 팔로 가리며 방어 태세를 취할 때는 다른 두 명과 함께 팔 근육을 끊어버리며 방어마저 무력화시켰다.
그러나 여성형 거인이 30초도 채 지나기 전에 회복력을 한쪽 눈에 집중시켜 회복해버리고 엘드 진을 물어 죽이자마자 여성형 거인에게 정면 돌격을 감행한다. 이때 엘드 진의 사망에 충격을 받은 상황인데다 애당초 2격을 위해 가까운 거리를 유지하고 있었기 때문에 이후 바로 달려드는 여성형 거인을 피하기엔 역부족이었고, 결국 점프해 날아든 여성형 거인의 발에 밟혀서 거대나무에 짓눌려 전신이 으스러져 즉사했다.
애니메이션 오리지널 장면에서는 죽은 동료들과 함께 시신이 수습된다. 그러나 동료의 시신을 수습하다가 거인 2마리까지 몰고온 병사들 때문에 말의 속력을 올리기 위해서 리바이가 무게가 나가는 죽은 병사들의 시체를 버리라고 명해 병사들이 시신을 버리기 시작하는데, 이때 페트라의 시신이 던져지는 것이 강조된다. 이 때의 리바이의 표정은 정말 참담하다. 이 장면이 추가됨에 따라 뒤에 나오는 페트라 아버지의 말과 리바이의 표정에서 원작보다 슬픔이 가중되었다. 작전은 비참하게 실패하고, 남은 자들이 살려고 부하의 시신까지 버리면서 돌아왔는데 하필 죽은 부하의 아버지가 찾아와 다정다감하게 말을 건다고 생각해보라. 정말 용케 자신을 통제하고 있는 듯.
외전 '일제의 수첩' OVA에서 한지 조에에게 멱살을 잡힌 올루오에게 핀잔을 주거나 다른 리바이반과 함께 거인의 뒤를 추격하거나 나무의 틈새 사이로 일제 랑그너의 시신을 발견하는 등으로 재등장했다.

## 인간 관계
- 리바이 아커만

기본적으로 리바이에 대한 존경과 동경이 대단하며 확실하진 않으나 연심을 품고 있는 듯한 묘사도 있다. 리바이의 흉내를 내는 올루오를 마구 디스한다든지, 자신들이 리바이에게 신용받고 있지 않을 수도 있다는 에렌의 말에 크게 반발한다든지. 아버지에게 보낸 편지의 내용도 온통 리바이에 관한 내용이었던 모양으로 리바이에 대한 뛰어난 존경심을 보인다.
리바이 반에 뽑혔을 때 리바이의 곁에서 평생 모실 수 있게 되었다, 자신의 모든 것을 바치겠다고 적어 보냈는데 아버지는 이걸 리바이와 결혼한다는 뜻으로 이해했다. 페트라가 전사한 뒤 페트라의 아버지가 리바이와 만나자 페트라가 항상 신세지고 있다며 딸 이야기를 하는데, 정작 페트라의 행방은 묻지도 않은 채로 땀을 흘리며 분위기와 맞지도 않는 말을 늘어 놓는 모습을 보여줬다. 딸이 없던 것에서 이미 딸이 죽었다는 것을 눈치 채고 있었을 것이다. 하지만 딸에게 들키기 전에 라고 한 것을 보면 페트라가 단순히 선두 행렬에는 없나 보다 생각했을 수도 있다. 이때 리바이의 드문 어두운 표정이 강조된다.
- 에렌 예거

104기 훈련병단 출신 병사들 중 유일하게 접점이 있던 편으로 에렌이 조사병단으로 입단하게 되었을 때부터 잘 알게 되었다. 한때 에렌이 거인화가 되려고 하였을 때는 적대감을 가지며 경계하기도 하였지만 에렌이 거인화가 되는 과정을 흉내내는 식으로 손등을 깨물었을 때부터 에렌에 대해서 자세히 알아갔던 편. 나중에 여성형 거인에 의해 죽게 되었을 때 에렌의 거인화와 분노를 부르게 한 계기가 되었다. 참고로 에렌에게 리바이의 과거 시절을 귀뜸해 준 장본인.
- 올루오 보자도

같은 리바이반 동료. 서로 티격태격하는 사이이며, 특히 올루오가 리바이를 흉내내는 것에 굉장히 과민반응을 보인다.

## 기타
금발인 원작과는 달리 오렌지빛이 감도는 갈색 머리다.
첫 출전 때 오줌을 지리며 울었다고 한다.
애니메이션 1기 2쿨 오프닝 자유의 날개에서 페트라가 지나갈 때 손에 이빨자국을 확인할 수 있다. 그리고 에렌의 과거회상 뒤에도 나온다. 이 이빨 자국은 에렌이 자의로 거인화를 시도하다 실패하고 차를 마시던 중, 무의식적으로 거인화를 하자 에렌을 믿지 못하고 동료들과 함께 에렌을 다그쳤던 것을 사죄하는 의미에서 동료들과 함께 손을 깨물어 에렌에게 작은 사죄를 함의 의미가 있는 자국이다.